# José Pedro Alessandri

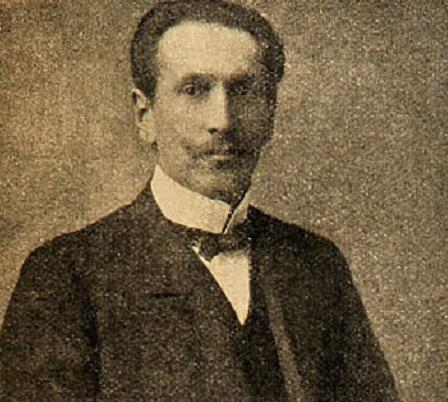
José Pedro Alessandri Palma en 1915.

José Pedro Alessandri Palma (Linares, 1864-Santiago, 14 de noviembre de 1923) fue un ingeniero, empresario y político chileno.

## Primeros años de vida
Hijo de Pedro Alessandri Vargas y Susana Palma Guzmán, y hermano del presidente de la República Arturo Alessandri Palma. Miembro de la emblemática familia Alessandri.
Estudió en un colegio de Linares y en el de los Colegio de los Padres Franceses de Santiago. Hizo estudios de ingeniería en la Universidad de Chile y de agricultura en el Instituto Agrícola.
Dedicó la mayor parte de su vida a los negocios y solo los últimos años a la política.
Fundó y dirigió durante varios años el Sindicato de Obras Públicas, cuya liquidación le reportó utilidades. Fue contratista fiscal de numerosas obras públicas: algunas secciones de la dársena de Talcahuano, del ferrocarril de Alcones a Pichilemu y del túnel El Árbol (ambos del Ramal San Fernando-Pichilemu), hasta el día de hoy la obra de ingeniería más importante de esa vía férrea con 1950 m de largo (Desde 1993 es Monumento Nacional). Fue también perito de la Caja Hipotecaria; pero el grueso de su fortuna provino de la compra, loteo y edificación de extensos terrenos en Ñuñoa. Abrió la avenida Macul, que hoy lleva su nombre, vendió sitios a ambos lados y consiguió préstamos para los compradores. Al mismo tiempo, erigió entre las calles Agustinas, Huérfanos, Bandera y Morandé los edificios que constituyeron la Galería Alessandri, lo que le reportó grandes rentas.

### Matrimonio e hijos
Se casó con Julia Altamirano Talavera (1872), quien era hija de Eulogio Altamirano Aracena, y tuvieron 4 hijos. Julia, Carlos, Guillermo y Gustavo. Su hijo Carlos Alessandri Altamirano fue el fundador del balneario de Algarrobo en la región de Valparaíso y alcalde de dicha localidad en varios períodos. Su nieto Gustavo Alessandri Valdés, fue alcalde de Santiago, de La Florida y parlamentario en varios períodos hasta el año 2002. Sus bisnietos también han desarrollado su vida en el ámbito público, como Gustavo Alessandri Balmaceda, el diputado Jorge Alessandri Vergara, el alcalde de Santiago Felipe Alessandri Vergara y Patricia Alessandri Balbontín. Finalmente su tataranieto Gustavo Alessandri Bascuñán se desempeñó como Concejal de la comuna de Puente Alto (2012-2016) y es elegido alcalde por la comuna de Zapallar en las elecciones de 2016.

## Vida pública
En política, fue por primera como candidato a senador por Linares, pero no resultó elegido. En 1915 fue elegido senador por Aconcagua, por el período 1915-1921. Integró la Comisión Permanente de Presupuestos; la de Agricultura, Industria y Ferrocarriles y fue senador reemplazante en la Comisión Permanente de Hacienda y Empréstitos Municipales.
Senador nuevamente electo, pero por Ñuble, por el período 1921-1927. Fue miembro de la Comisión Permanente de Obras Públicas y Colonización. 
En el Senado se hizo eco y representante de numerosas necesidades públicas y peticiones de diversas índole que le conquistaban la buena voluntad del electorado y lo daban a conocer como legislador activo, perseverante y progresista.
Tuvo la vara alta en la política de su hermano, organizó y deshizo ministerios y mayorías parlamentarias, propuso interesantes proyectos, consiguió realizar obras de adelanto para las provincias que representó.
No quiso ser ministro. No tenía perfiles políticos definidos: fue liberal moderado y en materia religiosa fue creyente y observante.
Después de un viaje a Estados Unidos, visualizó e intentó con algún éxito, la exportación de fruta a ese país. Este negocio no prevaleció en condiciones de aprovechamiento general, pero el ensayo se hizo gracias a su iniciativa y quedó abierta la puerta de una exportación a futuro que pudo ser el origen de importantes negociaciones.
En 1918 impulsó la celebración del primer Congreso Nacional de Lechería, en su calidad de presidente de la Sociedad Agronómica de Chile (noviembre 1918). Después de este congreso se creó el ministerio de Agricultura, se organizó un laboratorio nacional para la preparación de virus, vacunas, tuberculinas, etc.; reglamentación higiénica de las lecherías y otros.
En 1922, gracias en parte, a su iniciativa se realizó una exposición de fruticultura, de resonancia nacional.
Fue socio del Club de La Unión y de la Sociedad de Fomento Fabril (SOFOFA). Presidente de la Sociedad Agronómica.
Dejó de existir en Santiago, el 14 de noviembre de 1923, sin haber terminado su periodo senatorial, debido a un ataque cerebral complicado con una bronconeumonía.